# 드레파노사우루스

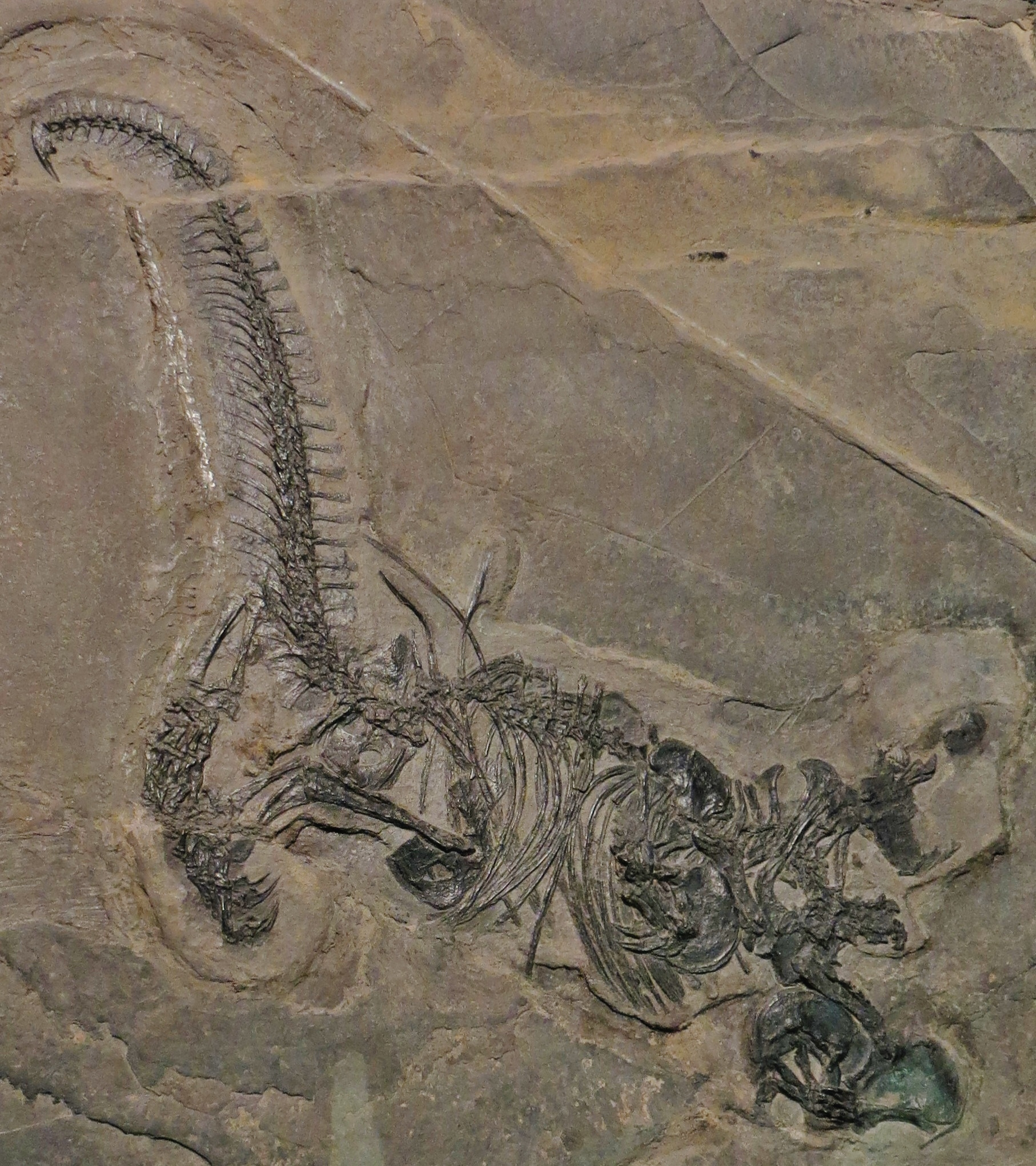

드레파노사우루스(학명:Drepanosaurus unguicaudatus)는 도마뱀아목에 드레파노사우루스과에 속하는 도마뱀이다. 지금은 멸종한 종으로 몸길이가 45cm~50cm인 중소형급의 몸을 가진 도마뱀에 속한다.

## 특징
드레파노사우루스(/drppænəsssɔrrsrsrs./; "Sickle 도마뱀")는 트라이아스기 시대에 살았던 수목(수목 드웰링) 파충류의 속이다. 그것은 전갈래로 유명한 디앱시드 파충류들의 집단인 드레파노사우루스과(Drepanosaurae)의 일원이다. 성인 드레이파노사우루스 표본 1개와 미성숙 표본 2개만이 발견된 적이 있으며, 머리와 목이 모두 부족했다. 드레파노사우루스는 아마도 곤충류였고 미국 중서부의 개울가 환경에서뿐만 아니라 오늘날의 이탈리아에서 해안 환경에서 살았다. 
일반적으로 드레이파노룡은 길고 고운 목을 가지고 있으며 표면적으로는 새의 그것과 닮은 삼각형 모양의 두개골을 가지고 있는 것이 특징이다. 그들은 또한 무거운 몸을 가지고 있는데 어깨너머의 산등성이로 융접된 척추뼈를 가지고 있다. 손발을 움켜쥐는 것이 특징인 그들의 팔다리는 카멜레온처럼 묘사될 수 있다. 그들의 긴 꼬리는 발톱으로 변형된 꼬리 끝이 들어 있을 가능성으로 키가 크고 좁다. 
드레파노사우루스는 꼬리발톱과 함께 양손의 집게손가락에 커다란 발톱이 있는 것으로 알려져 있다. 드레파노사우루스의 두개골은 발견된 적이 없고 아직 알려지지 않았지만, 메갈란코사우루스와 같은 다른 드레파노사우루스과의 두개골은 우리에게 드레파노사우루스의 두개골이 어떤 모습일지 짐작하게 해준다. 메갈란코사우루스의 두개골을 보면 각각의 집게손가락의 발톱이 아마도 드레파노사우루스의 머리 전체 크기와 턱과 머리 모양 같은 새의 크기였을 것이다. 
드레파노사우루스의 앞부분은 다른 척추동물들에 비해 매우 변형되어 있으며 매우 튼튼하다. 그것의 척추는 팔뚝뼈에서 근육 부착을 위한 이상한 초승달 모양의 부위로 변형되었다. 대부분의 테트라포드에서 척추가 연기하는 역할은 길어진 손목뼈로 대체된다. 드레파노사우루스와 그 가까운 친척들을 특징으로 하는 높은 시들에는 추가적인 근육 조직이 붙을 것이다. 이 큰 근육의 목적을 알 수 있는 실마리를 손에서 찾을 수 있다. 이 동물의 '인덱스 손가락'에는 노아사우루스, 바리오닉스 등 공룡이 낳은 이들을 연상시키는 커다란 발톱이 달려 있었다. 
그러나 드레파노사우루스는 현대의 피그미 개미핥기처럼 발톱을 이용해 무척추동물 먹이를 찾기 위해 나무껍질과 곤충 둥지를 찢었을 가능성이 높다. 일부 연구자들은 집게발을 굴착에 사용했다는 좀 더 억지스러운 제안을 전달했지만 이는 만장일치로 합의된 것은 아니다. 
드레파노사우루스는 두 번째 발가락에 달린 커다란 발톱을 이용해 나무껍질을 들어올리고 나무의 틈새와 홈을 파서 곤충을 발견했을 것이라는 가설을 세우고 있다. 드레파노사우루스 역시 땅을 파는 동물로 꼬리를 곤충을 잡아내는 도구로 사용할 수 있었던 것으로 여겨진다. 특히 많은 특징들이 드레파노사우루스가 주로 나무를 베는 동물이라는 점을 지적하고 있기 때문에 드레파노사우루스의 꼬리가 땅을 파는 데 사용될 만큼 유연했는지에 대한 우려는 오늘날에도 여전히 제기된다.
드레파노사우루스의 등측신경 척추 혹은 천골까지 이어지는 모든 척추들을 따라 훨씬 더 크다. 천골과 전골 신경 가시는 존재한다면 매우 낮고 신경 가시는 길쭉하여 그 부위 이후 등측 여백의 확장이 나타난다. 스카풀라는 70도 굽힘으로 튼튼했다. 척골은 척골로 교체되고 디스크 같은 형태를 취하면서 팔꿈치로 옮겨지는 동안 유머와 반지름은 짧았다. 이러한 골격 구성 변화는 작동하기 위해 큰 근육이 필요한 숫자 II의 큰 발톱에서 발생한 것으로 생각된다. 골반은 큰 편이었고 복측 부위의 대다수를 이루고 있었다. 드레파노사우루스의 뒷다리는 경골과 섬유질이 넓게 분리되어 있는 앞다리보다 훨씬 컸다. 꼬리는 또한 나뭇가지를 잡는데 도움을 주기 위해 발톱과 함께 추가 지지대를 제공했다. 길이가 45~50cm에 불과한 드레파노사우루스는 나뭇가지에 감기는 긴 꼬리뿐만 아니라 나뭇가지 사이를 기어오르기 위해 움켜쥐고 있는 카멜레온 같은 손발을 이용해 나무에서 시간을 보냈다. 이러한 가설을 세운 행동 특성은 "원숭이 같은" 개념을 드레파노사우루스에게 가져다 준다. 
드레파노사우루스는 현재 북부 이탈리아에 있는 숲이 우거진 환경과 생태계에서 살았을 것이다. 친척들은 이탈리아, 뉴멕시코, 뉴저지 등 다른 지역에서도 비슷한 삼림지대에서 발견되었다. 드레파노사우루스는 친척들보다 훨씬 더 크며 메갈란코사우루스의 두 배가 넘는다. 모든 드레파노사우루스(Drepaniosaurus)는 보통 전림구 구성과 머리 모양 차이를 다루는 사소한 차이점을 제외하고는 드레파노사우루스와 유사한 신체 구조를 가진 나무가 우거진 곤충류로 생각된다. 발견된 역사와 분류학적으로 보면  1979년에 이탈리아 북부에서 발견된 드레파노사우루스는 고생물학 교수 겸 뮤즈학자인 조반니 피나가 이름을 지었다. 드레파노사우루스는 희귀한 화석이며 발견된 한 성체의 표본은 불완전하다. 드레파노사우루스의 또 다른 부분적인 표본은 2016년 뉴멕시코의 친레 포메이션에서 발견되었다. 
드레파노사우루스는 더 큰 계통군인 드레파노사우루스류(Drepanosauromorpha)에 속하는 드레파노사우루스과(Drepanosauromopha)의 일부로서 포함된다. 때때로 더 큰 드레파노사우루스과 계통군은 때때로 자연군이 될 수도 있고 아닐 수도 있는 프로토로사우루스과(Protorosauria) 집단의 일부로 간주되기도 한다.(즉 이것은 단극성이다.) 어쨌든 드레파노사우루스가 이궁류 파충류라는 사실만큼은 분명하다. 종 이름은 드레파노사우루스 운기카우다투스로 그리스어로 "낫 도마뱀"이다.

## 근연종
드레파노사우루스와 가까운 친척인 종들은 다음과 같이 존재한다.
- 메갈란코사우루스
- 돌라브로사우루스
- 하이푸론텍터
- 발레사우루스

## 생태와 발견
드레파노사우루스가 생존하던 시기는 중생대의 트라이아스기 후기로서 지금으로부터 2억년전~1억 8천만년전에 생존했던 종이다. 생존했었던 시기에는 유럽을 중심으로 하는 산맥의 밀림에서 주로 서식했던 종이다. 화석의 발견은 1979년에 트라이아스기에 형성된 지층에서 이탈리아의 고생물학자 겸 뮤즈학자인 조반니 파르니가 처음으로 화석을 발견하여 새롭게 명명된 종이다.

## 같이 보기
- 파충류
- 중생대
- 도마뱀